# Asterinides pilosa
Asterinides pilosa är en sjöstjärneart som först beskrevs av Perrier 1881.  Asterinides pilosa ingår i släktet Asterinides och familjen Asterinidae. Inga underarter finns listade i Catalogue of Life.